# Östkinds tingslag
Östkinds tingslag var ett tingslag Östergötlands län och från 1795 i Björkekinds, Östkinds, Lösings, Bråbo och Memmings domsaga. Tingslaget bildades 1680 och upplöstes 1874 då tingslaget uppgick i Björkekinds och Östkinds tingslag

## Ingående områden
Tingslaget omfattade Östkinds härad.